# Amazonides rufescens
Amazonides rufescens är en fjärilsart som beskrevs av George Francis Hampson 1913. Amazonides rufescens ingår i släktet Amazonides och familjen nattflyn. Inga underarter finns listade i Catalogue of Life.